# Prytanen
Een prytaan of prytanen (Oudgrieks: πρύτανις prýtanis "leider", "eerste"; Eolisch: πρότανις; meervoud πρυτάνεις prytaneis) was een term gebruikt om de leidende figuren van de regering van een polis in het oude Griekenland mee aan te duiden.

## Prytanen

### Korinthe
In vele poleis, zoals in Korinthe, was het ambt van de prytanen uniek, waar de prytanen afkomstig waren uit de familie van de Bakchiadai en voor een periode van één jaar de allerhoogste regeringsmacht uitoefenden, totdat Kypselos tiran werd en de Bacchidae verdreef. Ze waren daar dan ook de eponieme magistraat (net zoals in andere poleis archonten of damiourgen).

### Athene

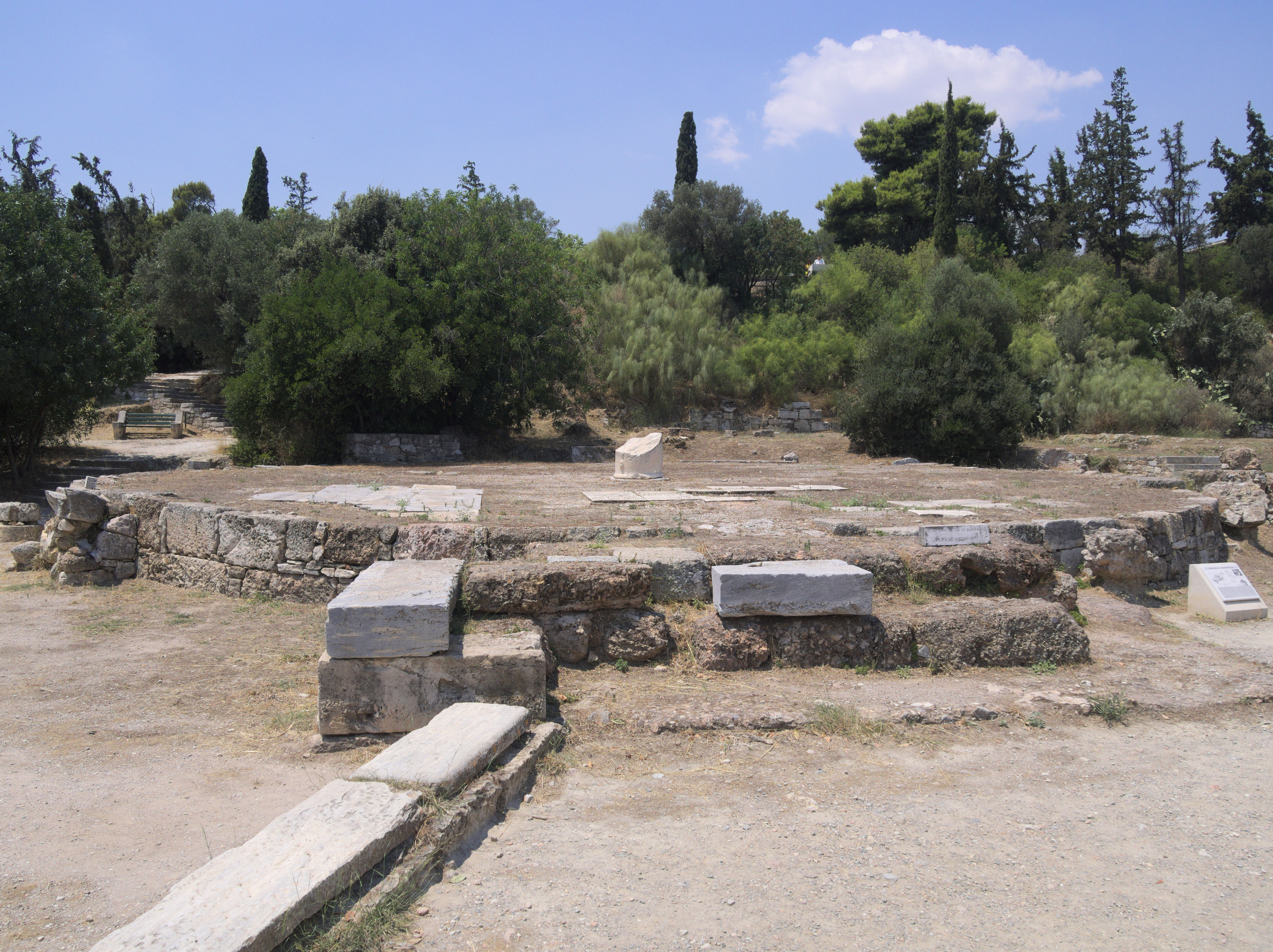
De restanten van de tholos, die het prytaneion van Athene vormde.

In sommige steden waren de prytanen leden van een college, dat de politieke leiding in handen had. De meest bekende zijn de prytanen van Athene. In deze polis, die aanvankelijk in 4 fylen en deze fylen zelf nog eens in 12 naukraria was opgedeeld, was er sinds de regering van de eerste archonten, een raad (boulè), van de 48 zogenaamde "leiders van een naukraria" (πρύτανις ναυκράρων).

Schematische voorstelling van de staatsinrichting na Kleisthenes' hervormingen.

Na de hervormingen van Kleisthenes, waardoor Athene in 10 fylen werd ingedeeld, vormden de vijftig raadsleden - die minstens dertig jaar oud moesten zijn - van een fyle tijdens de eerst vier prytanieën 36 dagen en tijdens de laatste zes prytanieën voor 35 dagen (1/10 van de Attische kalender, die een maankalender was) als prytanen de regering van Athene, deze waren op hun beurt opgedeeld in vijf afdelingen (πρόεδροι, proedroi) die elke zeven dagen regeerden, waarbij elk dag een van hen bij lot werd aangeduid als epistatès (ἐπιστάτης; "huisbewaarder") of prýtanis ("voorzitter"), die 24 uur lang de sleutels tot de schatkist en de tempels, alsook het zegel van de stad in handen had, de boulè en ekklèsia voorzat, en welke functie men slechts één keer in zijn leven kon uitoefenen. Na afloop van hun termijn (πρυτανεία / prytaneia, prytanie) werden ze door de vijftig raadsleden van een andere fyle werden vervangen.
De bestuurszetel van de prytanen in Athene was het Leiton (letterlijk: "volkshuis"), dat later prytaneion werd genoemd, op de agora van Athene. Hier bevond zich de heilige staatshaard ter ere van de godin Hestia, wier vuur de prytanen altijd brandend moesten houden. Daarom moesten alle fungerende prytanen er permanent aanwezig zijn en kregen ze hun kost en inwoon op staatskosten. Verdere taken van de prytanen waren de ontvangst en het onthaal van buitenlandse boden en ereburgers en raadgeving bij oorlogshandelingen. Aan verdienstelijke medeburgers kon toegestaan worden mee aan te zitten tijdens de maaltijden van de prytanen.
De prytanen oefenden buiten de boulè (Raad van de Vijfhonderd) en ekklèsia (volksvergadering) een geheel van administratieve en religieuze rollen uit:
- de prytanen konden een bijeenkomst van de boulè bijeenroepen om een probouleuma (προβούλευμα) te bediscussiëren en redigeren, een wetsvoorstel dat vervolgens als psèphismata ter stemming werd voorgelegd aan de ekklèsia.
- zij bereidden de zittingen van de ekklèsia voor en organiseerden ze (er moest minstens één sessie plaatsvinden per prytanie):
  - bijeenroeping van de burgers (verspreid over het hele Attische grondgebied)
  - controle op de toegang van de Pnyx, de heuvel die gewijd was aan het bestuur
  - toezicht houden op het verloop van debatten
  - in de 5e eeuw v.Chr. deden ze ook de telling van de stemmen (in de 4e eeuw v.Chr. werd deze rol toegekend aan proedroi, die bij lot werd gekozen onder de leden van de negen andere fylen).
- het reeds vermelde onderhoud van het heilige vuur van Hestia in het prytaneion (een tholos gelegen op de agora), dat nooit mocht uitgaan. Het toezicht van dit gebouw werd dagelijks toevertrouwd aan leden van eenzelfde trittys.

### Anderepoleis
Andere colleges van prytanen, waarvan de organisatie van die van Athene verschilde, waren onder andere die in Milete, Rhodos en Samos. 

## Antieke bronnen
- Aeschines, De falsa legatione 45.
- Andokides, De mysteriis 44.
- Appianus, Bellum Civile IV 66.
- Aristoteles, Athenaion politeia 43.2-3, Politika V 5 (1305a17).
- Demosthenes, De corona 169.
- Herodotos, Historiai VII 197.2.
- Pausanias, Ellados periegesis I 43 (Athene), II 4 § 4 (Korinthe), V 15 (Elis).
- Ploutarchos, Theseus 24.3.
- Strabon, Geographika IX 3.15 (424).
- Thoukydides, Historiai II 15.2.